# Café Treve
El Café Treve fue un café de tertulia ubicado en el centro de la ciudad de Guadalajara, Jalisco, que funcionó de 1969 a 2003.

## Historia
Desde su fundación en 1969 por los hermanos Trino y Ramón Valdivia hasta febrero de 1990, tuvo su sede en Avenida Juárez 642, inmediatamente al poniente del Exconvento del Carmen, en Guadalajara. Posteriormente, desde febrero de 1990 hasta su cierre definitivo en 2003, funcionó en calle 8 de Julio 73, una cuadra al oriente de su primera situación. El nombre que tuvo este establecimiento procede de la palabra francesa trêve, que se traduce al castellano como: tregua.
Con el tiempo, se constituyó, en uno y otro domicilios, en lugar de reunión de grupos de abogados, literatos, académicos, gente de teatro y de la vida cultural de la capital jalisciense, ajedrecistas y jugadores de dominó.
Había mesas reservadas para jugar ajedrez, y dominó, para lo cual alquilaban tableros y piezas, a precio bajo. Ahí se enfrentaban ajedrecistas de la «vieja guardia» tapatía.
De los asistentes habituales, cabe mencionar al abogado y profesor teocaltichense Pedro Vallín Esparza (1913-1986), director de la Escuela Preparatoria de Jalisco de 1971 a 1986; el licenciado en Filosofía, biógrafo,  ensayista y catedrático de la Universidad de Guadalajara Juan Antonio Lira Aguirre, fallecido en 2021; el poeta Hugo Gutiérrez Vega, el columnista del diario El Occidental, abogado, y profesor en la Universidad de Guadalajara Francisco Ayón Zéster (1938-1999), el cuentista y ensayista Alfonso Toral Moreno, el escritor Adalberto Navarro Sánchez, el bibliógrafo e historiador Ramiro Villaseñor y Villaseñor, el editor mexicalense y profesor de preceptiva literaria y otras materias Cándido Galván Ruiz, los nahuatlatos (hablantes, traductores e intérpretes de náhuatl) Alejandro Contreras Alexanderson y Jorge Munguía Martínez, y el editor Gustavo Jerez. Una de las meseras era Soledad, una rubia que había llegado procedente de  Los Altos de Jalisco.
Otros concurrentes a diversas tertulias de ese café eran: los escritores Aurora Cortés y Efraín Franco Frías, el dramaturgo José Ruiz Mercado, el poeta chiapaneco Carlos Prospero, la profesora y dramaturga Consuelo Pruneda; el poeta Enrique Macías (circa 1951-2006), conocido por sus «Cantos del abandono», y su musa temporal Lolita López Delgadillo; el escritor regiomontano Lucrecio del Real, el caricaturista neolaredense Manuel Falcón, y los pintores Gabriel Mariscal y Benito Zamora.